# Wiktar Hierasimienia
Wiktar Iwanawicz Hierasimienia (biał. Віктар Іванавіч Герасіменя, ros. Виктор Иванович Герасименя, Wiktor Gierasimienia; ur. 30 stycznia 1960) – białoruski lekkoatleta specjalizujący się w trójskoku. W czasie swojej kariery reprezentował Związek Socjalistycznych Republik Radzieckich.
Największy sukces w karierze osiągnął w 1979 r. w Bydgoszczy, zdobywając wynikiem 16,45 m tytuł wicemistrza Europy juniorów w trójskoku.